# Promops davisoni
El murciélago mastín grande con cresta (Promops davisoni) es una especie de murciélago del género Promops ubicado en la familia de los molósidos. Habita en el centro-oeste de Sudamérica.

## Taxonomía
Descripción original
Esta especie fue descrita originalmente en el año 1921 por el mastozoólogo británico Michael Rogers Oldfield Thomas, con el mismo nombre científico.
Holotipo
El ejemplar holotipo designado es el catalogado como: B.N. 21.5.21.1 (número de campo:  207); se trata de un macho adulto el cual, junto con otro espécimen, fue capturado por J. F. Davison el 3 de marzo de 1921. Fueron depositados en el Museo de Historia Natural, de Londres.
Localidad tipo
La localidad tipo referida es: “Chosica (a 2700 pies), departamento de Lima, Perú”.
Etimología
Etimológicamente, el epíteto específico davisoni es un epónimo que refiere al apellido de la persona a quien fue dedicada, el colector del ejemplar tipo de la especie: J. F. Davison.
Historia taxonómica
Desde que fue descrito en el año 1921, fue tratada como una especie plena hasta la década de 1960, cuando pasó a ser considera solo una subespecie de P. centralis, lo que pasó a ser aceptado por las siguientes publicaciones. Sin embargo, sus características lo ubican en una posición intermedia entre esa especie y P. nasutus, por lo que para algunos autores merecía un tratamiento específico. Finalmente, medio siglo después, análisis morfológicos y morfométricos han demostrado que estas poblaciones merecen ser reconocidas con una categoría específica, recuperando así la distinción considerada por su descriptor original.

## Características y hábitos
Promops davisoni es un murciélago de hábitos insectívoros, de tamaño grande, de cara convexa y paladar muy profundo. Se distingue de las restantes especies del género (todas alopátricas respecto a esta) por ser más pequeña que P. centralis y más grande que P. nasutus y poseer una longitud de antebrazo de entre 47,6 y 52,0 mm. La coloración del pelaje dorsal de Promops davisoni se caracteriza por las bandas blanquecinas en su parte posterior, las que cubren hasta la mitad de la longitud. El color de fondo es marrón claro a canela, siendo de tonalidad más clara que el de P. centralis y más oscuro que el de P. nasutus.

## Distribución y hábitat
Esta especie es endémica de los bosques xerófilos que se desarrollan en el piedemonte y las laderas de la cordillera de los Andes en la pendiente que baja hacia el Pacífico y en los valles fluviales que desaguan en este, por lo que se encuentra desde el nivel del mar hasta los 2400 m s. n. m.. Este ecosistema generalmente muestra un elevado porcentaje de endemismo en vertebrados, como resultado del rol que desempeñan los Andes como efectiva barrera para la dispersión y el flujo genético entre ambos flancos. Si bien estos ambientes son áridos, también existen registros de especímenes que viven en hábitats más húmedos.
Se distribuye desde el río Mongoya, provincia de Manabí, en el centro de Ecuador, a lo largo de todo el Perú hasta Tacna y el extremo norte de Chile, en la región de Arica y Parinacota, donde fue localizado en los valles de Azapa y Lluta y en las cuevas de Anzota, cerca de la ciudad de Arica.

## Conservación
A pesar de su distribución latitudinal bastante amplia, el área efectivamente cubierta por este mamífero es muy inferior, debido a que parece altamente dependiente de algunos requisitos de hábitat, por lo que, en realidad, se encuentra habitando a la manera de parches disyuntos, rasgo que también es acentuado por el fraccionamiento antrópico de su ambiente. Los bosques xerófilos de las laderas andinas occidentales en Ecuador y el Perú han sido afectados por tala descontrolada, urbanización y una severa fragmentación. Si bien no se han identificado amenazas directas para este murciélago, esto podría ser el resultado de un conocimiento aún parcial sobre su biología y ecología. Esta situación se agrava al no contarse con suficientes áreas protegidas que resguarden poblaciones de la especie.  
Por todos estos argumentos, según los lineamientos para discernir el estatus de conservación de los taxones, los que fueron estipulados por la organización internacional dedicada a la conservación de los recursos naturales Unión Internacional para la Conservación de la Naturaleza (IUCN), fue clasificada como una especie con datos insuficientes (DD), en la obra: Lista Roja de Especies Amenazadas.